# Besinnung und Aufbruch
Besinnung und Aufbruch war eine anarchosyndikalistische,  anarchistische Zeitschrift die von der Gilde freiheitlicher Bücherfreunde, eine Initiative der Freien Arbeiter-Union Deutschlands (FAUD),  herausgegeben wurde. Erschienen von Mai 1929 bis Februar 1933.

## Geschichte
Die im DIN A5-Format und zwischen 12 und 16 Seiten publizierte Zeitschrift wurde inhaltlich in Heft 1, 1929, vorgestellt mit den Worten, ... dass den Massen so Bitter notwendige geistige Brot anzubieten. Die Themen waren vielfältig, so erschienen Artikel über Architektur, Bühnenkunst, Dichtung, Nudismus und Schulpädagogik (Hartmut Rübner, Freiheit und Brot). Die kostenlose Mitgliederzeitschrift erschien monatlich mit einer Auflage von zwischen 2000 und 5000 Exemplaren und wurde von den verantwortlichen Redakteuren Willi Jadau (1929–1931), Helmut Rüdiger (1931–1932) und Werner Henneberger (1932–1933) herausgegeben. Nach dem Reichstagsbrand wurde Henneberger im März 1933 von der Gestapo verhaftet.
Einzelne Ausgaben enthielten Themenschwerpunkte. Das im Juni 1932 erschienene Heft befasste sich mit dem Orient, im Mai 1930 wurden drei Erzählungen veröffentlicht; zwei Essays über Macht und eines über Lob der Faulheit sowie ein Beitrag über Gustav Landauer. Weiterhin erschienen Ausgaben über Emma Goldman und Theodor Plievier; zum Gruppentreffen der Gilden in Leipzig und die erste Reichszusammenkunft in Berlin. Erich Mühsam publizierte im Februar 1933 einen Bericht über den Kongress Das freie Wort und Karl Dingler ein Porträt über Rudolf Rocker. Expressionistische Kunst: Holzschnitte, Zeichnungen, Graphiken, Fotos und Tuschezeichnungen waren öfters in der Publikation abgebildet. Die Autoren von Besinnung und Aufbruch waren unter anderem Robert Radetzky, R. Rocker, Helmut Klose, Artur Streiter, Th. Plievier, Fritz Kater, Gerhard Wartenberg, Bruno Vogel und von der Bruderschaft der Vagabunden Gregor Gog und Gerhard Siegismund.

## Nachweise

### Einzelnachweis
1. ↑   Vgl. hierzu die Zeitschrift Graswurzelrevolution Nr. 295. Abgerufen am 5. Juli 2009